# Штурм Корсуня
Штурм Корсуня — событие русско-польской войны 1654—1667 годов. Пытаясь расширить подконтрольную территорию на Правобережной Украине, находящиеся в Каневе левобережный гетман Иван Брюховецкий и царский воевода Фёдор Протасьев послали к Корсуню отряд во главе с лубенским полковником Григорием Гамалеей, ротмистром рейтар Михаилом Жемчужниковым и капитаном Иваном Стромиловским. Отряд, насчитывавший 2000 человек, скрытно подошёл к Корсунской крепости в ночь на 4 апреля, перебил караульщиков и внезапным приступом взял Большой город. В Корсуни было перебито около 700 поляков и «изменников-черкас». В Малом городе заперлись около 300 немецких наёмников на польской королевской службе. Русско-казацкое войско не стало штурмовать Малый город, так как не имело при себе артиллерии. Жителей Корсуня с жёнами и детьми (до 10 тысяч) вывели в Канев. В плен попали бывший остёрский, прилуцкий и брацлавский полковник Тимофей Носач, войсковой генеральный судья Иван Креховецкий и бывший корсуньский полковник Улеско.